# 간쑤비단털쥐
간쑤비단털쥐(Cansumys canus)는 비단털쥐과에 속하는 설치류의 일종이다. 중국의 토착종이다. 간쑤비단털쥐속(Cansumys)의 유일종이다.